# Automobile Club de l'Ouest
El Automobile Club de l'Ouest (Español: Automóvil Club del Oeste), a veces abreviado ACO, es la organización automovilística más importante de Francia. Fue fundada en 1906 por constructores y entusiastas de las carreras, y la más famosa por ser la entidad organizadora las 24 Horas de Le Mans. La ACO también administra y orienta a los conductores franceses sobre temas tales como la construcción y mantenimiento de carreteras, la disponibilidad de escuelas de conducción y clases de seguridad vial, e incorporación de innovaciones tecnológicas en los vehículos nuevos. También ejecuta una asistencia al servicio de caminos a sus miembros.

## Historia
La historia de la ACO se inicia con la creación del Automóvil Club de La Sarthe, el antepasado de la ACO de hoy en día, fundada en la ciudad de Le Mans. En 1906 ese grupo incluía a Amédée Bollée y a Paul Jamin, el ganador de la carrera de 1897 de la París-Dieppe en un coche Léon Bollée tricar. Con la ayuda del Automóvil Club Mayor de Francia organizaron una carrera en las vías públicas locales, en un circuito triangular de 65 millas que conecta Le Mans con Saint-Calais y La Ferté-Bernard. La carrera fue de 12 vueltas, titulada bajo el nombre de Gran Prremio de la l'ACF, y se llevó a cabo durante dos días y la ganó el piloto Ferenc Szisz conduciendo un Renault, Esta carrera, fue el primer Gran Premio de la historia, y que además finalmente se convirtirtió en el primer Gran Premio de Francia.
Después de la I Guerra Mundial, la ACO centró su atención en el diseño de un circuito más corto de carretera al sur de la ciudad. El Primer secretario de la organización de la época, Georges Durand, junto con el editor de la revista Charles Faroux, de La Vie Automobile y el fabricante de neumáticos Emile Coquille, se le ocurrieron la idea de una carrera de 24 horas. Y esas fueron las primeras 24 Horas de Le Mans, celebrándose el 26 de mayo de 1923. La primera edición fue presentada ante la ACO por John Duff en un Bentley.

## Antes y después de laII Guerra Mundial
El circuito Bugatti-La Sarthé fue ocupado por la Real Fuerza Aérea británica durante la guerra en el año de 1940 y luego por los nazis al final de ese año. Le Mans fue liberada en agosto de 1944, pero fue casi cinco años después que las 24 Horas de Le Mans se volvieron a desarrollar.
Después de la guerra, los terrenos de las oficinas de la ACO y el circuito La Sarthe y Bugatti estaban en ruinas, producto de los bombardeos de los aliados y de las destrucciones ocasionadas por los alemanes. La organización de ACO se encargó de la tarea de la reconstrucción, ayudado por el ministro de Gobierno y firme defensor de La Sarthe, Christian quién proporcionó los primeros millones. Además, la ACO solicitó un préstamo para su reconstrucción. En 1946 el British Racing Drivers' Club abrió un Fondo Le Mans en beneficio de la ACO, levantando un total de 358 libras y 11 chelines, para ayudar a la rehabilitación de las instalaciones en el circuito de Le Mans.
La reconstrucción del circuito empezó el 7 de febrero de 1949, y el primer evento de posguerra en Le Mans se celebró en los días 25 y 26 de junio de ese año.  Pineau, justo al lado de Charles Faroux, dieron la señal de partida. Dos nuevas gradas para espectadores fueron nombradas con el nombre de algunos de los más famosos y victoriosos pilotos de la gran carrera y de algunos de los combatientes de la resistencia como Robert Benoist y Jean-Pierre Wimille.

## Desastre de Le Mans de 1955
Durante la década de los años  50's, las 24 horas de Le Mans de 1955, se produjo un accidente en el que murieron 84 personas, considerado hasta ahora como el peor accidente de la historia del automovilismo. Esto condujo a muchas acciones de la ACO para cambiar posteriormente las edificaciones y los procedimientos utilizados en el circuito, así como rediseñar el los boxes y modificaciones a la recta principal de meta donde se produjo el accidente. También dio lugar a un cambio en las reglas de la ACO para el tipo de vehículos permitidos en las 24 Horas de Le Mans en los años venideros, así como la aplicación de una fórmula sobre el consumo de combustible.

## Presidentes
| Presidente           | Años          |
| -------------------- | ------------- |
| Adolphe Singher      | 1906–1910     |
| Gustave Singher      | 1910–1947     |
| Paul Jamin           | 1947–1951     |
| Jean-Marie Lelievre  | 1951–1973     |
| Raymond Gouloumès    | 1973–1992     |
| Michel Cosson        | 1992–2003     |
| Jean-Claude Plassart | 2003–2012     |
| Pierre Fillon        | 2012-presente |

## Carreras
El Gran Premio de Francia de 1967 fue una carrera de Fórmula 1 celebrada en el Circuito Bugatti, en Le Mans, el 2 de julio de 1967. La revista Motorsport llamó El Gran Premio de los Aparcamientos. Fue una innovación que no volvió a repetirse jamás.
La ACO es responsable como órgano que ampara competencias de varios campeonatos de resistencia, y competencias de serie específicamente deportivas. La ACO ha corrido o mantenido fijos las siguientes competencias y/o campeonatos tales como:
- Las 24 Horas de Le Mans
- Las 24 Horas de Le Mans de Motociclismo
- El Le Mans Classic
- El Gran Premio de Francia de Motociclismo
- Los 1000 kilómetros de Le Mans
- La American Le Mans Series - Serie Extinta, fusionada hoy con la Tudor United SportsCar Championship
- La Le Mans Series
- La Japan Le Mans Challenge
- La Asian Le Mans Series
- La Copa Intercontinental Le Mans/Campeonato Mundial de Resistencia en colaboración con la Federación Internacional del Automóvil
- La Formula Le Mans
- La Copa Otoño Le Mans